# Josh Magennis
Joshua Brendan David Magennis est un footballeur nord-irlandais, né le 15 août 1990 à Bangor en Irlande du Nord. Il est attaquant avec Exeter City.

## Biographie

### Débuts de carrière
Magennis commence sa carrière comme joueur de champ, évoluant en attaque, représentant même County Down lors de la Milk Cup dans sa jeunesse, avant de devenir finalement gardien de but. Il fait partie de l'équipe jeune de Glentoran avant de rejoindre le centre de formation de Cardiff City.

### Cardiff City
Le 31 octobre 2007, Cardiff affronte Liverpool en Coupe de la Ligue. Mais avec David Forde et le gardien prêté Kasper Schmeichel inéligibles, Magennis est placé sur le banc pour le match. Cette décision est controversée, car il avait été convoqué en équipe d'Irlande du Nord des moins de 19 ans, mais le manager Dave Jones le retient à Cardiff, n'ayant qu'un seul gardien senior disponible. En avril 2008, il retourne jouer en attaque, juste avant la finale de la Coupe de la Jeunesse galloise, où il entre en jeu comme remplaçant.
Magennis signe son premier contrat professionnel le 10 avril 2009 avec Cardiff City, devenant le seul membre de la deuxième année académique à obtenir un contrat pro. Il travaille alors avec l'entraîneur des réserves Paul Wilkinson, qui avait précédemment coaché l'ancien attaquant de Cardiff Cameron Jerome. Le 8 août 2009, Magennis fait ses débuts professionnels en remplaçant Jay Bothroyd en fin de match lors de la première journée de la saison 2009-2010, lors d'une victoire 4-0 contre Scunthorpe United. Lors de sa quatrième apparition sous ses nouvelles couleurs, il marque son premier but professionnel durant une victoire 3-1 contre Bristol Rovers en deuxième tour de la Coupe de la Ligue.
Le retour de blessure de Ross McCormack et Warren Feeney relègue Magennis dans la hiérarchie. Il est prêté pour un mois à Grimsby Town (League Two) le 15 octobre 2009. Il fait ses débuts contre Rochdale le 17 octobre 2009, dernier match de Mike Newell, licencié le lendemain. Magennis ne joue qu'une autre fois avant que son prêt, ainsi que celui d'Arnaud Mendy, ne soit résilié anticipativement le 29 octobre 2009. L'entraîneur intérimaire Neil Woods déclare: «En tant qu'intérimaire, je dois d'abord être juste envers les joueurs actuels. Ils ont été victimes des circonstances des deux dernières semaines. Ils ne feront pas partie des 18, et il est injuste de garder des prêtés.»
Magennis est titularisé pour la première fois avec Cardiff le 9 janvier 2010 lors d'un match nul 1-1 contre Blackpool, mais quitte le terrain après 35 minutes à cause d'une fracture du péroné. Il fait son retour comme remplaçant lors du dernier match de la saison contre Derby County. Libéré par Cardiff en fin de saison avec Peter Enckelman, Warren Feeney, Tony Capaldi et Aaron Morris, il quitte le club.
Aberdeen
Le 5 juillet 2010, Magennis signe un contrat avec Aberdeen, dès le premier jour de leur pré-saison. Après son arrivée, il déclare vouloir progresser au sein du club et affirme que l'entraîneur Mark McGhee pourrait l'aider à devenir un meilleur attaquant.
Il débute lors du premier match d'Aberdeen en saison 2010-2011 contre Hamilton Academical, où il frappe la barre transversale lors d'une victoire 4-0, jouant les 90 minutes. Le 6 novembre 2010, il marque un but contre son camp lors d'une défaite 9-0 face à Celtic — le plus large écart de l'histoire de la SPL et de Aberdeen. Son premier but pour les Dons arrive le 8 janvier 2011, lors d'une victoire 6-0 en Scottish Cup contre East Fife (il offre aussi un but à Scott Vernon). Un mois plus tard, il marque son premier but en championnat lors d'un succès 5-0 contre Kilmarnock (19 février 2011). Plus tard, il inscrit des buts contre Dundee United (défaite 3-1) et Hibernian (victoire 3-1).
En match amical contre Borussia Mönchengladbach (défaite 5-2), Magennis marque depuis 45 mètres. Après le match, il critique l'arbitre Max Ebbels pour ses erreurs. Lors de la saison 2011-2012, il entre en jeu contre St Johnstone (0-0). Son premier but de la saison arrive le 26 novembre 2011 contre Dunfermline Athletic (3-3). En janvier, la direction lui demande de chercher un nouveau club, mais aucun transfert n'a lieu. Magennis promet alors de se battre pour un nouveau contrat.
En fin de saison, il est repositionné comme arrière droit. Il commente: "Je me sens plus à l'aise car le jeu est devant moi. Je peux dicter le rythme avec des appels et choisir mes passes. C'est bon pour ma lecture de jeu." En mai 2012, il prolonge jusqu'en 2013.
Lors de la saison 2012-2013, il conserve son poste d'arrière droit après le départ de Rory McArdle. Le 23 septembre 2012, il marque son premier but de la saison dans les arrêts de jeu contre Motherwell (3-3). Sa performance impressionne la légende du club Billy Williamson, qui voit en lui un succès futur. L'entraîneur Craig Brown entame alors des négociations pour une prolongation. Magennis se dit prêt à jouer à n'importe quel poste en cas de blessure.
Le 27 novembre 2012, il marque un doublé contre Inverness (défaite 3-2), puis un autre le 16 mars 2013 contre Celtic (4-3). Brown exprime alors sa confiance dans une prolongation. Magennis confirme vouloir rester. Finalement, il est le seul joueur sans contrat à être prolongé (un an), tandis que treize quittent le club.
Lors de la saison 2013-2014, il est souvent remplaçant. Son premier but arrive le 14 septembre 2013 contre Partick Thistle (3-0). Mais une blessure au genou nécessite une opération. En fin de saison, il est libéré par Aberdeen et envisage des options en Écosse ou en Angleterre.

#### St Mirren (prêt)
Le 30 janvier 2014, Magennis est prêté à St Mirren jusqu'à la fin de la saison 2013-2014. Il dispute treize matchs sans marquer, avant la fin de son prêt.

### Kilmarnock
En juillet 2014, Magennis signe un contrat de trois ans avec Kilmarnock. Il débute le 9 août 2014 lors d'un match nul 1-1 contre Dundee, et marque son premier but le 16 août lors d'une victoire 2-1 face à Ross County. Il dispute tous les matchs de championnat cette saison-là, inscrivant huit buts.
En février 2016, Magennis est victime d'insultes racistes de supporters de Hearts à Tynecastle, à Edinburgh. Hearts précise que les insultes visaient son origine nord-irlandaise, et non sa couleur de peau.
Le 6 août 2016, Kilmarnock refuse une offre de 100 000 £ (pouvant atteindre 200 000 £) de Charlton Athletic pour Magennis. Ce jour-là, l'entraîneur Lee Clark explique son absence contre Motherwell par le fait que le joueur "ne se sentait pas prêt". Une offre d'Oldham Athletic avait également été rejetée plus tôt dans la semaine.

### Charlton Athletic
Le 11 août 2016, Magennis rejoint Charlton Athletic (League One) pour deux ans. Il marque son premier but le 10 septembre 2016 contre Fleetwood Town (2-2). Le 2 janvier 2017, il réalise son premier triplé en Angleterre contre Bristol Rovers.

## Palmarès

### En club
- Hull City
  - Champion d'Angleterre de D3 en 2021.
- Wigan Athletic
  - Champion d'Angleterre de D3 en 2022